# Yuanyang Qundao
Yuanyang Qundao (chinesisch 元阳群島 Mandarinenteninseln) sind eine Inselgruppe vor der Ingrid-Christensen-Küste des ostantarktischen Prinzessin-Elisabeth-Lands. Die Gruppe liegt östlich der chinesischen Zhongshan-Station in der Prydz Bay. Bei Ebbe sind die Inseln von dort über den Landweg erreichbar.
Chinesische Wissenschaftler benannten sie 1989 deskriptiv, da die Inseln aus gewisser Entfernung an im Wasser spielende Mandarinenten erinnern.